# روبرت إي. لي (كاتب)
روبرت إي. لي (بالإنجليزية: Robert Edwin Lee)‏ هو كاتب مسرحي وكاتب سيناريو وكاتب أغاني وشاعر أمريكي، ولد في 15 أكتوبر 1918 في إليريا في الولايات المتحدة، وتوفي في 8 يوليو 1994 في لوس أنجلوس في الولايات المتحدة.

## وصلات خارجية
- روبرت إي. لي على موقع IMDb (الإنجليزية)
- روبرت إي. لي على موقع ميوزك برينز (الإنجليزية)
- روبرت إي. لي على موقع تيرنر كلاسيك موفيز (الإنجليزية)
- روبرت إي. لي على موقع أول موفي (الإنجليزية)
- روبرت إي. لي على موقع قاعدة بيانات برودواي على الإنترنت (الإنجليزية)
- روبرت إي. لي على موقع قاعدة بيانات برودواي على الإنترنت (الإنجليزية)
- روبرت إي. لي على موقع قاعدة بيانات الأفلام السويدية (السويدية)
- روبرت إي. لي على موقع ديسكوغز (الإنجليزية)
- روبرت إي. لي على موقع قاعدة بيانات الفيلم (الإنجليزية)
- روبرت إي. لي على موقع كينوبويسك (الروسية)